# Llista de Béns Culturals d'Interès Nacional del Baix Camp
Llista de Béns Culturals d'Interès Nacional del Baix Camp inscrits en el Registre de Béns Culturals d'Interès Nacional (BCIN) del Departament de Cultura de la Generalitat de Catalunya per a la comarca del Baix Camp. Inclou els béns immobles més rellevants del patrimoni cultural que tenen la categoria de protecció de major rang com a unitat singular, conjunt, espai o zona amb valors culturals, històrics o tècnics.
L'any 2017, el Baix Camp comptava amb 52 béns culturals d'interès nacional, classificats en 40 monuments històrics, 1 conjunt històric, 10 zones arqueològiques i 1 d'altres. A continuació es mostren les últimes dades disponibles ordenades per municipis.

## Patrimoni arquitectònic
| Monument                                                                   | Protecció          | Estil/època                                                    | Localització                                                               | Coordenades                                          | Codi?         | Imatge |
| -------------------------------------------------------------------------- | ------------------ | -------------------------------------------------------------- | -------------------------------------------------------------------------- | ---------------------------------------------------- | ------------- | --- |
| Castell de l'Albiol                                                        | BCIN 748-MH        | Obra popular, romànic XIII-XVI, XII                            | L'Albiol Dalt del turó del Castell                                         | 41° 15′ 11″ N, 1° 05′ 19″ E / 41.253065°N,1.088738°E | RI-51-0006550 | Castell de l'Albiol · Vegeu més fotos d'aquest monument · Carregueu una nova foto d'aquest monument                                                                        |
| Castell d'Alforja, recinte emmurallat                                      | BCIN 768-MH        | Obra popular Medieval                                          | Alforja C. de l'Hospital, c. Major                                         | 41° 12′ 33″ N, 0° 58′ 34″ E / 41.209038°N,0.976181°E | RI-51-0006565 | Castell d'Alforja · Vegeu més fotos d'aquest monument · Carregueu una nova foto d'aquest monument                                                                          |
| Torre dels Moros, del bosc de la Perxa o torre del Manuel                  | BCIN 810-MH        | Obra popular XIII-XIV                                          | Arbolí El Gorguet                                                          | 41° 15′ 31″ N, 0° 58′ 21″ E / 41.258501°N,0.972593°E | RI-51-0006576 | Carregueu una nova foto d'aquest monument |
| Parc Samà                                                                  | BCIN 315-JH-EN     | Eclecticisme, neoclassicisme-romàntic XIX                      | Cambrils Ctra. T-312 Vinyols i els Arcs                                    | 41° 06′ 20″ N, 1° 01′ 14″ E / 41.10553°N,1.02044°E   | RI-52-0000044 | Parc Samà (Cambrils) · Vegeu més fotos d'aquest monument · Carregueu una nova foto d'aquest monument                                                                       |
| Torre del santuari del Camí                                                | BCIN 598-MH        | XVI                                                            | Cambrils C. Verge del Camí                                                 | 41° 04′ 17″ N, 1° 03′ 03″ E / 41.071331°N,1.050946°E | RI-51-0006608 | Torre del santuari del Camí (Cambrils) · Vegeu més fotos d'aquest monument · Carregueu una nova foto d'aquest monument                                                     |
| Torre del Port                                                             | BCIN 599-MH        | XVII                                                           | Cambrils C. del Consolat de Mar                                            | 41° 03′ 55″ N, 1° 03′ 36″ E / 41.065361°N,1.060028°E | RI-51-0006609 | Torre del Port (Cambrils) · Vegeu més fotos d'aquest monument · Carregueu una nova foto d'aquest monument                                                                  |
| Torre del Mas del Bisbe                                                    | BCIN 600-MH        | XVI                                                            | Cambrils Ctra. N-340, km 1147                                              | 41° 05′ 09″ N, 1° 05′ 05″ E / 41.085747°N,1.084675°E | RI-51-0006611 | Torre del Mas del Bisbe (Cambrils) · Vegeu més fotos d'aquest monument · Carregueu una nova foto d'aquest monument                                                         |
| Torre de l'Hort de Maria, o Torre del Llimó                                | BCIN 802-MH        | XVI                                                            | Cambrils C. de Creus                                                       | 41° 04′ 28″ N, 1° 03′ 04″ E / 41.074506°N,1.050995°E | RI-51-0006610 | Torre de l'Hort de Maria (Cambrils) · Vegeu més fotos d'aquest monument · Carregueu una nova foto d'aquest monument                                                        |
| Torre de l'Esquirol                                                        | BCIN 1803-MH       | XIX                                                            | Cambrils Pg. Marítim de Llevant, platja de l'Esquirol                      | 41° 03′ 52″ N, 1° 05′ 06″ E / 41.064388°N,1.085029°E | RI-51-0006799 | Torre de l'Esquirol (Cambrils) · Vegeu més fotos d'aquest monument · Carregueu una nova foto d'aquest monument                                                             |
| Muralla de Cambrils                                                        | BCIN 4022-MH       | XIV, XVII-XIX                                                  | Cambrils C. de la Corona d'Aragó                                           | 41° 04′ 34″ N, 1° 03′ 04″ E / 41.076051°N,1.051047°E | IPA-19452     | Muralla de Cambrils · Vegeu més fotos d'aquest monument · Carregueu una nova foto d'aquest monument                                                                        |
| Castell de la Mola                                                         | BCIN 4093-MH       | Obra popular XIX                                               | Colldejou Al cim de la Mola                                                | 41° 06′ 27″ N, 0° 52′ 26″ E / 41.107475°N,0.873984°E | IPA-9443      | Castell de la Mola (Colldejou) · Vegeu més fotos d'aquest monument · Carregueu una nova foto d'aquest monument                                                             |
| Torre del Mas de l'Hereu                                                   | BCIN 4091-MH       | Obra popular XVII                                              | Montbrió del Camp Ctra. T-310, km 12,250                                   | 41° 06′ 27″ N, 0° 58′ 53″ E / 41.107602°N,0.981506°E | IPA-39516     | Torre del Mas de l'Hereu (Montbrió del Camp) · Vegeu més fotos d'aquest monument · Carregueu una nova foto d'aquest monument                                               |
| Torre de la Closa i muralla                                                | BCIN 4092-MH       | Obra popular XIV                                               | Montbrió del Camp Pl. de la Vila                                           | 41° 07′ 15″ N, 1° 00′ 12″ E / 41.120762°N,1.003363°E | IPA-9468      | Torre de la Closa (Montbrió del Camp) · Vegeu més fotos d'aquest monument · Carregueu una nova foto d'aquest monument                                                      |
| Fortalesa i botiga del blat de Barcelona, de Miramar                       | BCIN 1102-MH       | XV                                                             | Mont-roig del Camp Partida de Miramar                                      | 41° 01′ 33″ N, 0° 57′ 43″ E / 41.025966°N,0.961850°E | RI-51-0006653 | Fortalesa i botiga del blat de Barcelona (Mont-roig del Camp) · Vegeu més fotos d'aquest monument · Carregueu una nova foto d'aquest monument                              |
| Mas Miró                                                                   | BCIN 3906-MH-EN    | Neoclassicisme-romàntic XVIII-XIX                              | Mont-roig del Camp Partida de les Pobles                                   | 41° 03′ 39″ N, 0° 59′ 38″ E / 41.060764°N,0.993776°E | RI-51-0011529 | Mas Miró (Mont-roig del Camp) · Vegeu més fotos d'aquest monument · Carregueu una nova foto d'aquest monument                                                              |
| Barraques de pedra seca de Mont-roig del Camp                              | BCIN 4352-ZIE      | Obra popular XV-XVI                                            | Mont-roig del Camp Cinc barraques Zona d'Interès Etnològic                 | 41° 05′ 01″ N, 0° 57′ 28″ E / 41.0836°N,0.9578°E     | IPA-45389     | Barraques de pedra seca de Mont-roig del Camp · Vegeu més fotos d'aquest monument · Carregueu una nova foto d'aquest monument                                              |
| Castell de Prades                                                          | BCIN 1306-MH       | Romànic XII-XIII                                               | Prades C. Costa i Castell, 40                                              | 41° 18′ 36″ N, 0° 59′ 11″ E / 41.309973°N,0.986294°E | RI-51-0006684 | Castell de Prades · Vegeu més fotos d'aquest monument · Carregueu una nova foto d'aquest monument                                                                          |
| Portal fortificat de Prades                                                | BCIN 1307-MH       | XIV-XV                                                         | Prades Pl. de Sant Roc                                                     | 41° 18′ 34″ N, 0° 59′ 18″ E / 41.309518°N,0.988407°E | RI-51-0006685 | Portal fortificat de Prades · Vegeu més fotos d'aquest monument · Carregueu una nova foto d'aquest monument                                                                |
| Clos emmurallat de Prades                                                  | BCIN 1908-CH-EN    | Renaixement XI-XVIII, XXI                                      | Prades                                                                     | 41° 18′ 34″ N, 0° 59′ 14″ E / 41.30957°N,0.98735°E   | RI-53-0000448 | Clos emmurallat de Prades · Vegeu més fotos d'aquest monument · Carregueu una nova foto d'aquest monument                                                                  |
| Torre de defensa, Torre de Ca la Torre                                     | BCIN 1309-MH       | XIV-XVI                                                        | Pratdip C. Castell, 1                                                      | 41° 03′ 03″ N, 0° 52′ 17″ E / 41.050789°N,0.871445°E | IPA-1476      | Torre de defensa (Pratdip) · Vegeu més fotos d'aquest monument · Carregueu una nova foto d'aquest monument                                                                 |
| Torre del Capet                                                            | BCIN 1310-MH       | XV-XVI                                                         | Pratdip C. del Portal                                                      | 41° 03′ 04″ N, 0° 52′ 17″ E / 41.051115°N,0.871376°E | RI-51-0006688 | Torre del Capet (Pratdip) · Vegeu més fotos d'aquest monument · Carregueu una nova foto d'aquest monument                                                                  |
| Castell de Pratdip                                                         | BCIN 3824-MH       | Gòtic                                                          | Pratdip C. del Castell                                                     | 41° 03′ 01″ N, 0° 52′ 19″ E / 41.050157°N,0.871835°E | RI-51-0006687 | Castell de Pratdip · Vegeu més fotos d'aquest monument · Carregueu una nova foto d'aquest monument                                                                         |
| Casa Rull                                                                  | BCIN 383-MH-EN     | Modernisme Lluís Domènec i Muntaner XX (1900)                  | Reus C. de Sant Joan, 27                                                   | 41° 09′ 23″ N, 1° 06′ 15″ E / 41.156270°N,1.104088°E | RI-51-0011209 | Casa Rull (Reus) · Vegeu més fotos d'aquest monument · Carregueu una nova foto d'aquest monument                                                                           |
| Casa Navàs                                                                 | BCIN 1271-MH-EN    | Modernisme Lluís Domènech i Montaner XX (1907)                 | Reus Pl. del Mercadal, 5                                                   | 41° 09′ 18″ N, 1° 06′ 31″ E / 41.154870°N,1.108559°E | RI-51-0005439 | Casa Navàs (Reus) · Vegeu més fotos d'aquest monument · Carregueu una nova foto d'aquest monument                                                                          |
| Mas Calbó                                                                  | BCIN 1349-MH       | Medieval                                                       | Reus Ctra. de Salou, partida de Mascalvó                                   | 41° 06′ 37″ N, 1° 07′ 33″ E / 41.110161°N,1.125819°E | RI-51-0006695 | Mas Calbó (Reus) · Vegeu més fotos d'aquest monument · Carregueu una nova foto d'aquest monument                                                                           |
| Torre del Cambrer, o Castell del Cambrer                                   | BCIN 1350-MH       | Medieval                                                       | Reus Pl. del Castell, 3A                                                   | 41° 09′ 16″ N, 1° 06′ 35″ E / 41.154485°N,1.109599°E | RI-51-0006694 | Torre del Cambrer (Reus) · Vegeu més fotos d'aquest monument · Carregueu una nova foto d'aquest monument                                                                   |
| Museu d'Art i Història de Reus, o Museu Salvador Vilaseca                  | BCIN 4170-MH       | Monumentalisme academicista XX                                 | Reus Pl. de la Llibertat, 13                                               | 41° 09′ 31″ N, 1° 06′ 25″ E / 41.158574°N,1.106901°E | RI-51-0001409 | Museu d'Art i Història de Reus · Vegeu més fotos d'aquest monument · Carregueu una nova foto d'aquest monument                                                             |
| Institut Pere Mata                                                         | BCIN 4250-MH-EN    | Modernisme, noucentisme Domènech i Montaner XIX-XX (1897-1912) | Reus Ctra. de l'Institut Pere Mata, 1, partida de Monterols                | 41° 09′ 56″ N, 1° 05′ 09″ E / 41.165608°N,1.085927°E | IPA-9748      | Institut Pere Mata (Reus) · Vegeu més fotos d'aquest monument · Carregueu una nova foto d'aquest monument                                                                  |
| Edifici El Círcol, Teatre Fortuny i porxos de la plaça de Prim             | BCIN 4251-MH-EN    | Eclecticisme XIX Final                                         | Reus Pl. de Prim, 4                                                        | 41° 09′ 22″ N, 1° 06′ 24″ E / 41.156222°N,1.106567°E | IPA-9525      | Edifici El Círcol, Teatre Fortuny i porxos de la plaça de Prim (Reus) · Vegeu més fotos d'aquest monument · Carregueu una nova foto d'aquest monument                      |
| Castell monestir d'Escornalbou                                             | BCIN 1373-MH       | Romànic XII-XIII, XX                                           | Riudecanyes Ctra. TP-3211 d'Escornalbou                                    | 41° 07′ 40″ N, 0° 54′ 56″ E / 41.127778°N,0.915556°E | RI-51-0006701 | Castell monestir d'Escornalbou (Riudecanyes) · Vegeu més fotos d'aquest monument · Carregueu una nova foto d'aquest monument                                               |
| Torre dels Moros, torre de guaita                                          | BCIN 1374-MH       | Obra popular Medieval-XVI                                      | Riudecols Les Irles, partida de les Roques                                 | 41° 09′ 15″ N, 0° 59′ 21″ E / 41.154072°N,0.989179°E | RI-51-0006858 | Torre dels Moros (Riudecols) · Vegeu més fotos d'aquest monument · Carregueu una nova foto d'aquest monument                                                               |
| Església de Sant Jaume                                                     | BCIN 4402-MH-EN    | Renaixement, gòtic tardà XVI-XVII                              | Riudoms Pl. de l'Església, 2                                               | 41° 08′ 21″ N, 1° 03′ 04″ E / 41.139104°N,1.051104°E | IPA-9668      | Església parroquial de Sant Jaume (Riudoms) · Vegeu més fotos d'aquest monument · Carregueu una nova foto d'aquest monument                                                |
| Torres de la muralla i muralla de Sant Rafel, muralla de la Selva del Camp | BCIN 1552-MH       | XII-XVII                                                       | La Selva del Camp                                                          | 41° 12′ 58″ N, 1° 08′ 17″ E / 41.216066°N,1.138088°E | RI-51-0006728 | Torres de la muralla i muralla de Sant Rafel (la Selva del Camp) · Vegeu més fotos d'aquest monument · Carregueu una nova foto d'aquest monument                           |
| Castell de la Selva del Camp, Castell del Paborde                          | BCIN 3825-MH       | Medieval                                                       | La Selva del Camp Pl. de Sant Andreu                                       | 41° 12′ 59″ N, 1° 08′ 09″ E / 41.216459°N,1.135826°E | RI-51-0008218 | Castell de la Selva (la Selva del Camp) · Vegeu més fotos d'aquest monument · Carregueu una nova foto d'aquest monument                                                    |
| Torre de Gavadà                                                            | BCIN 4061-MH-ZA    | Gòtic tardà, obra popular XIII, XVI                            | Vandellòs i l'Hospitalet de l'Infant Gavadà                                | 41° 00′ 11″ N, 0° 47′ 15″ E / 41.002976°N,0.787637°E | IPA-9719      | Torre de Gavadà (Vandellòs i l'Hospitalet de l'Infant) · Vegeu més fotos d'aquest monument · Carregueu una nova foto d'aquest monument                                     |
| Torre del Torn                                                             | BCIN 4062-MH-ZA    | XVI                                                            | Vandellòs i l'Hospitalet de l'Infant Illot del Torn                        | 40° 58′ 06″ N, 0° 53′ 31″ E / 40.968334°N,0.891922°E | IPA-38471     | Torre del Torn (Vandellòs i l'Hospitalet de l'Infant) · Vegeu més fotos d'aquest monument · Carregueu una nova foto d'aquest monument                                      |
| Torre de la Casa la Torre                                                  | BCIN 4063-MH-ZA    | Obra popular XV, XVI                                           | Vandellòs i l'Hospitalet de l'Infant Pl. del Doctor Gil-Vernet, 16         | 41° 01′ 10″ N, 0° 49′ 54″ E / 41.019547°N,0.831757°E | IPA-9705      | Torre de la Casa la Torre (Vandellòs i l'Hospitalet de l'Infant) · Vegeu més fotos d'aquest monument · Carregueu una nova foto d'aquest monument                           |
| Torre de Masriudoms                                                        | BCIN 4064-MH-ZA    | Gòtic, obra popular XIV                                        | Vandellòs i l'Hospitalet de l'Infant Masriudoms                            | 41° 01′ 21″ N, 0° 53′ 08″ E / 41.022575°N,0.885462°E | IPA-9720      | Torre de Masriudoms (Vandellòs i l'Hospitalet de l'Infant) · Vegeu més fotos d'aquest monument · Carregueu una nova foto d'aquest monument                                 |
| Hospital per a vianants de l'Hospitalet de l'Infant                        | BCIN 4379-MH-ZA-EN | Gòtic XIV                                                      | Vandellòs i l'Hospitalet de l'Infant Pl. del Pou, l'Hospitalet de l'Infant | 40° 59′ 31″ N, 0° 55′ 19″ E / 40.991918°N,0.921915°E | RI-51-0006774 | Hospital per a vianants de l'Hospitalet de l'Infant (Vandellòs i l'Hospitalet de l'Infant) · Vegeu més fotos d'aquest monument · Carregueu una nova foto d'aquest monument |
| Torre de Cal Peyrí                                                         | BCIN 4087-MH       | XVII                                                           | Vilanova d'Escornalbou C. de la Font, 9                                    | 41° 06′ 49″ N, 0° 56′ 13″ E / 41.1135°N,0.93684°E    | IPA-39496     | Torre de Cal Peyrí (Vilanova d'Escornalbou) · Vegeu més fotos d'aquest monument · Carregueu una nova foto d'aquest monument                                                |
| Torre del Gravat o Torre del Madico                                        | BCIN 4088-MH       | XVI                                                            | Vilanova d'Escornalbou C. de Baix, a l'extrem sud, l'Arbocet               | 41° 06′ 19″ N, 0° 57′ 39″ E / 41.105361°N,0.960861°E | IPA-9728      | Torre del Gravat (Vilanova d'Escornalbou) · Vegeu més fotos d'aquest monument · Carregueu una nova foto d'aquest monument                                                  |
| Torre de Cal Torratxar                                                     | BCIN 4089-MH       | XV                                                             | Vilanova d'Escornalbou C. de Baix, 15, l'Arbocet                           | 41° 06′ 19″ N, 0° 57′ 41″ E / 41.105355°N,0.961338°E | IPA-38481     | Torre de Cal Torratxar (Vilanova d'Escornalbou) · Vegeu més fotos d'aquest monument · Carregueu una nova foto d'aquest monument                                            |
| Castell dels Arcs                                                          | BCIN 1827-MH       | Medieval                                                       | Vinyols i els Arcs C. del Camí de Sant Joan                                | 41° 04′ 26″ N, 1° 03′ 49″ E / 41.073850°N,1.063543°E | RI-51-0006807 | Castell dels Arcs (Vinyols i els Arcs) · Vegeu més fotos d'aquest monument · Carregueu una nova foto d'aquest monument                                                     |
| Torre quadrada de defensa                                                  | BCIN 1828-MH       | XVI-XVII                                                       | Vinyols i els Arcs Pl. de l'Església                                       | 41° 06′ 50″ N, 1° 02′ 22″ E / 41.113975°N,1.039411°E | RI-51-0006808 | Torre quadrada de defensa (Vinyols i els Arcs) · Vegeu més fotos d'aquest monument · Carregueu una nova foto d'aquest monument                                             |

## Patrimoni arqueològic
Quatre jaciments arqueològics del Baix Camp estan inscrits com a Patrimoni de la Humanitat com a part de l'art rupestre de l'arc mediterrani de la península Ibèrica.
| Monument                                                            | Protecció       | Estil/època | Localització                                                                                                 | Coordenades                                          | Codi?         | Imatge                                    |
| ------------------------------------------------------------------- | --------------- | --- | --- | ---------------------------------------------------- | ------------- | ----------------------------------------- |
| Muralla de Reus: Raval del Pallol, Raval de Jesús, carrer Monterols | BCIN 4344-ZA    | Lloc d'enterrament, assentament militar, lloc d'habitació amb estructures conservades Romà (-218/476), Baixa Edat Mitjana (1300/1492), Modern (1453/1789) | Reus |                                                      | IPAPC-3609    | Carregueu una nova foto d'aquest monument |
| Balma d'en Roc                                                      | PH BCIN 2021-ZA | Cova natural amb representació gràfica, pintura Neolític (-5500/-2200)                                                                                    | Vandellòs i l'Hospitalet de l'Infant Racó d'en Perdigó                                                       | 40° 59′ 44″ N, 0° 48′ 16″ E / 40.995690°N,0.804306°E | RI-55-0000335 | Carregueu una nova foto d'aquest monument |
| Cova d'en Carles                                                    | BCIN 4078-ZA    | Cova natural amb representació gràfica, pintura Des de Neolític a Bronze (-5500/-650)                                                                     | Vandellòs i l'Hospitalet de l'Infant Partida de la Cova de l'Escoda                                          | 40° 59′ 27″ N, 0° 48′ 20″ E / 40.990718°N,0.805684°E | IPAPC-17956   | Carregueu una nova foto d'aquest monument |
| Cova de l'Escoda                                                    | PH BCIN 2023-ZA | Cova natural amb representació gràfica, pintura Des de Bronze a Bronze Final III (-1800/-650)                                                             | Vandellòs i l'Hospitalet de l'Infant Al costat del camí dels Taixos, partida de la Cova de l'Escoda          | 40° 59′ 29″ N, 0° 48′ 16″ E / 40.991394°N,0.804312°E | RI-55-0000334 | Carregueu una nova foto d'aquest monument |
| Cova del Racó d'en Perdigó                                          | PH BCIN 2022-ZA | Cova natural amb representació gràfica, pintura Des de Neolític a Bronze (-5500/-650)                                                                     | Vandellòs i l'Hospitalet de l'Infant Al costat del barranc de Vilaplana, en la partida del racó d'en Perdigó | 40° 59′ 38″ N, 0° 48′ 17″ E / 40.99387°N,0.80465°E   | RI-55-0000333 | Carregueu una nova foto d'aquest monument |
| Abric de la serra de la Mussara                                     | PH BCIN 2030-ZA | Abrics i similars amb representació gràfica, pintura Des de Bronze a Ferro-Ibèric Final (-1800/-50)                                                       | Vilaplana Cingle de les Campanilles, sota el despoblat de la Mussara                                         | 41° 14′ 50″ N, 1° 01′ 41″ E / 41.247145°N,1.028146°E | RI-55-0000532 | Carregueu una nova foto d'aquest monument |

A més, alguns tenen doble declaració com a monuments històrics i zones arqueològiques.